# Ракитянська Валентина Дмитрівна
Ракитянська Валентина Дмитрівна (15 жовтня 1948, м. Бендери, Молдавська РСР — 23 жовтня 2021, Харків) — директорка Харківської державної наукової бібліотеки імені В. Г. Короленка. Заслужений працівник культури України (1999), голова Харківського обласного відділення Української бібліотечної асоціації.

## Біографія
Народилася 15 жовтня 1948 року у місті Бендери Молдавської РСР.
1972 року закінчила бібліотечний факультет Харківського інституту культури. Професійну діяльність розпочала у Харківській обласній універсальній науковій бібліотеці (ХОУНБ) на посаді методиста. Пізніше працювала завідувачкою відділу, головним бібліографом, заступником директора з наукової роботи. В. Д. Ракитянська з 1990 року була одним із фундаторів Харківського бібліотечного товариства (ХОБ) і до 1994 р. була заступником його голови.
У 1995 році Валентина Ракитянська очолила ХОУНБ. Бібліотека почала впроваджувати нові комп'ютерні технології, створювати друковані та електронні бази даних «Культура Харківської області», «Харківщина». Було створено автоматизовані робочі місця, локальна мережа та сайт бібліотеки.
У 1999 у бібліотеці відкрито перший серед публічних бібліотек Харківщини Інтернет-центр за проектом фонду «Відродження» та за грантом проекту Відділу преси, освіти та культури Посольства США в Україні «Інтернет для читачів публічних бібліотек» (LEAP) у 2002 році.
У 1999—2000 роках за клопотання директорки ХОУНБ отримала два додаткові приміщення (загальною площею понад 90 кв. м).
За керівництва В. Д. Ракитянської відбулася реорганізація структури бібліотеки — створено регіональний центр інформації «Харківщина», WEB-проект «Харківщина» (2004), розпочато формування електронного каталогу, розширено спектр послуг бібліотеки. Завдяки грантовим проектам ХОУНБ перетворилася на сучасний інформаційний центр, що жваво реагував на потреби суспільства та часу. Валентина Ракитянська опікувалася розвитком мережі сільських бібліотек Харківщини. З її ініціативи було відкрито 27 нових бібліотек (2005—2006).
У січні 2007 року Валентина Ракитянська обійняла посаду директора Харківської державної наукової бібліотеки імені В. Г. Короленка (ХДНБ).
ХДНБ це друга за розмірами бібліотека України з давньою та цікавою історією. Директорка з першого дня на цій посаді докладала багато зусиль для розвитку бібліотеки, модернізації існуючих і впровадження нових інформаційно-телекомунікаційних та інженерних технологій у книгозбірні, підтримки її іміджу сучасної наукової установи[ненейтрально].
За керівництва Валентини Ракитянської було створено історичну галерею, музей бібліотеки, кабінет бібліотекознавства ім. Л. Б. Хавкіної, відкрито другий Інтернет-центр. Бібліотека стала місцем зустрічі науковців Харківщини, де проводяться наукові конференції, «круглі столи» тощо[виправити стиль].
Колектив ХДНБ було відзначено Почесною грамотою Кабінету Міністрів, почесною відзнакою Харківської обласної ради «Слобожанська слава» (2011).
Започатковано проведення Фестивалю науки (2012) та Всеукраїнської школи бібліотечного журналіста (2013). Книгозбірня постійно розширює спектр електронних послуг: служба електронної доставки документів, онлайн замовлення, експрес-замовлення, корпоративна віртуальна довідка, методична допомога онлайн для бібліотекарів. Міжнародні зв'язки ХДНБ підтримують імідж Харківщини як одного з найпотужніших регіонів України.
За керівництва В. Д. Ракитянської бібліотека брала участь у розробці документів національного значення: "Державної цільової національної культурної програми створення єдиної інформаційної бібліотечної системи «Бібліотека — ХХІ» (2010), «Стратегії розвитку бібліотек України до 2020 р.», «Державної програми збереження бібліотечних фондів до 2020 р.», нової редакції Постанови КМУ «Про затвердження переліку платних послуг, які можуть надаватися державними і комунальними закладами культури» (2012), нової редакції Закону України «Про культуру», нової редакції Закону України «Про бібліотеки та бібліотечну справу» (2013), «Типових правил користування бібліотеками в Україні» (2014), «Стратегії розвитку бібліотечної справи в Україні до 2025 р.» (2015) та ін.
У 2012 ХДНБ приєдналася до створення електронної бібліотеки «Культура України» за кураторства НПБУ (тепер Національна бібліотека України імені Ярослава Мудрого).
2013 бібліотеку визнано переможцем обласного конкурсу якості "Краща продукція Харківщини у номінації «Роботи або послуги, які виконуються або надаються у побутовій та виробничих сферах».
2014 розпочато впровадження регіонального електронного корпоративного проекту «Бібліотечна енциклопедія Харківщини».
2016 у бібліотеці розпочато реалізацію проекту Німецької федеральної компанії GIZ «Підтримка територіальних громад України у зв'язку зі збільшенням кількості внутрішньо переміщених осіб». Також бібліотека приєдналася до корпоративного інформаційного порталу «Наука України: доступ до знань».
Валентина Ракитянська була членом Асоціації сучасних інформаційно-бібліотечних технологій (1995), Національної спілки краєзнавців (1998), правління Всеукраїнської асоціації сприяння ООН (2000). З квітня 2011 року до 13 березня 2019 керувала Харківським обласним відділенням Української бібліотечної асоціації. Входила до складу Харківської обласної громадської гуманітарної ради (2012), колегії управління культури і туризму ХОДА та Наглядової ради ХДАК (2016).
Статті про її діяльність опубліковані у рейтингових виданнях серії «500 впливових особистостей» («Харкову — 350», «Харків ювілейний», «Славетні жінки. Україна — 2005», «Україна та й українці — цвіт нації. Гордість країни»).
Має відзнаку міжнародного академічного рейтингу популярності «Золота фортуна» та Диплом і Зірку «Патріот України».
Померла 23 жовтня 2021 року на 74 році життя.
Мала дочку Олену, яка померла у 18 років. У 1992 році вийшла посмертна збірка її віршів «Умереть никогда не поздно, лишь бы не было слишком рано».

## Відзнаки та нагороди
- Заслужений працівник культури України (1999).
- Почесна грамота Харківської обласної державної адміністрації (1998, 2003).
- Рейтинг «Харків'янин року» (2005, 2008).
- Почесна відзнака Харківської ради «Слобожанська слава» (2010).
- Почесна грамота Державного департаменту інтелектуальної власності(2010).
- Почесна грамота ЦК профспілки працівників культури України (2010, 2011).
- Стипендія голови Харківської обласної адміністрації в галузі культури ім. Гната Хоткевича (2003—2004).
- Почесний громадянин Харківської області (2013)[10].
- Орден княгині Ольги III ступеня (2012).

Неодноразово нагороджувалася Почесними грамотами та Подяками Міністерства культури України.

## Творчий доробок
- З історії бібліотечної справи на Харківщині // Історія бібліотечної справи в Україні: матеріали регіон. міжвід. наук. конф., Харків, листоп. 1993 р. / Харків. держ. наук. б-ка ім. В. Г. Короленка. — Харків, 1994. — С. 24–29.

- Громадськість і її роль в історії розвитку бібліотечної справи у Харківській області // Короленківські читання: матеріали наук.-практ. конф. ХДНБ, 8 жовт. 2000 р. / Харків. держ. наук. б-ка ім. В. Г. Короленка. — Харків, 2000. — С. 13–21.

- Роль Харьковской государственной областной универсальной научной библиотеки в возрождении и развитии славянской культуры // Библиотека в системе краеведения на пороге третьего тысячелетия: межрегион. науч.-практ. конф. 18–19 нояб. 1999 г. — Белгород, 2000. — С. 50–58.

- Бібліотечне краєзнавство Харківщини: сучасний етап // Бібліотечне краєзнавство як складова частина регіональної культурної політики: матеріали міжвід. наук.-практ. конф., Харків, 26 верес. 2000 р. / Харків. держ. наук. б-ка ім. В. Г. Короленка, Харків. обл. універс. наук. б-ка. — Харків, 2001. — С. 4–16.

- До питання збереження електронних ресурсів бібліотек // Електронні ресурси бібліотек: за підсумками Всеукр. наук.-практ. конф. директорів держ. та обл. універс. наук. б-к, 14–17 жовт. 2003 р. / Кіровоград. обл. універс. наук. б-ка ім. Д. І. Чижевського. — Кіровоград, 2003. — С. 86–91.

- Інформаційний ринок і нові технології комплектування бібліотек: основні тенденції розвитку і можливості удосконалення // Проблеми формування та використання бібліотечних фондів публічних бібліотек України: зб. наук. ст. Всеукр. наук.-практ. конф. директорів держ. та обл. універс. наук. б-к, м. Севастополь, Автоном. Республіка Крим, 3–7 верес. 2007 р. / Нац. парлам. б-ка України. — Київ, 2007. — С. 67–73.

- Освітня місія наукової бібліотеки в інформаційному суспільстві // Сучасний читач і бібліотека: зб. матеріалів круглого столу, 15–18 верес. 2008 р., м. Сімферополь / Нац. парлам. б-ка України. — Київ, 2008. — С. 58–66.

- Харківська державна наукова бібліотека ім. В. Г. Короленка. Бібліотеці 125 років // Ювілеї та ювіляри: вип. 2011 р. — Київ, 2011. — С. 48.

- «Бібліотечна енциклопедія Харківщини»: концепція регіон. електрон. проекту / В. Д. Ракитянська, В. В. Сафонова // Короленківські читання 2014. «Бібліотеки, архіви, музеї: формування цифрового регіонального простору»: матеріали XVII міжнар. наук.-практ. конф. (м. Харків, 8 окт. 2014 р.) / Харків. держ. наук. б-ка ім. В. Г. Короленка та ін. — Харків, 2015. — С. 7–14. — Бібліогр. наприкінці ст. — Електрон. аналог: URL: http://bit.ly/1LeqaDw (дата звернення: 11.05.2016).

- Харківська державна наукова бібліотека імені В. Г. Короленка як центр неформальної освіти бібліотечних фахівців [Електронний ресурс] / В. Д. Ракитянська, Л. В. Глазунова // Бібліотеки і суспільство: рух у часі та просторі: матеріали ІІ наук.-практ. інтернет-конф., Харків, НБ ХНМУ, 24–31 жовт. 2016 р. / Харків. нац. мед. ун-т, Наук. б-ка. — Електрон. дані. — Харків, 2016. — URL: http://bit.ly/. — Назва з екрана.